# Twinbeeserien
Twinbee (ツインビー?) är en serie shoot 'em up-spel från Konami, utgivna från 1985 och framåt. Flera spinofftitlar ur olika genrer har också utvecklats.

## Spel
| Titel                                  | Släppår |
| -------------------------------------- | ------- |
| Twinbee                                | 1985    |
| Stinger                                | 1986    |
| Twinbee 3: Poko Poko Daimaō            | 1989    |
| Pop'n Twinbee                          | 1990    |
| Detana!! Twinbee                       | 1991    |
| Pop'n Twinbee                          | 1993    |
| Pop'n Twinbee: Rainbow Bell Adventures | 1994    |
| Twinbee Taisen Puzzle-Dama             | 1994    |
| Pop'n Twinbee                          | 1994    |
| Twinbee Yahho!                         | 1995    |
| Detana Twinbee Yahho! Deluxe Pack      | 1995    |
| Twinbee Paradise in Donburishima       | 1998    |
| Twinbee RPG!                           | 1998    |
| Pastel Jan                             | 2002    |
| Konami Suzume 〜 TwinBee Taisen-ban    | 2003    |
| Twinbee Dungeon                        | 2004    |
| Twinbee Portable                       | 2005    |
| Twinbee JG Pachisuro                   | 2007    |
| Line GoGo! Twinbee                     | 2013    |

### Fotnoter
1. ↑  ”Twinbee universe” (på engelska). Mobygames. http://www.mobygames.com/game-group/twinbee-universe. Läst 10 maj 2015.